# (37117) Narcissus
(37117) Narcissus (2000 VU2) – planetoida z grupy centaurów okrążająca Słońce w ciągu 18 lat w średniej odległości 6,87 j.a. Odkryta 1 listopada 2000 roku.
Jej nazwa pochodzi od Narcyza z greckiej mitologii.